# Arbat

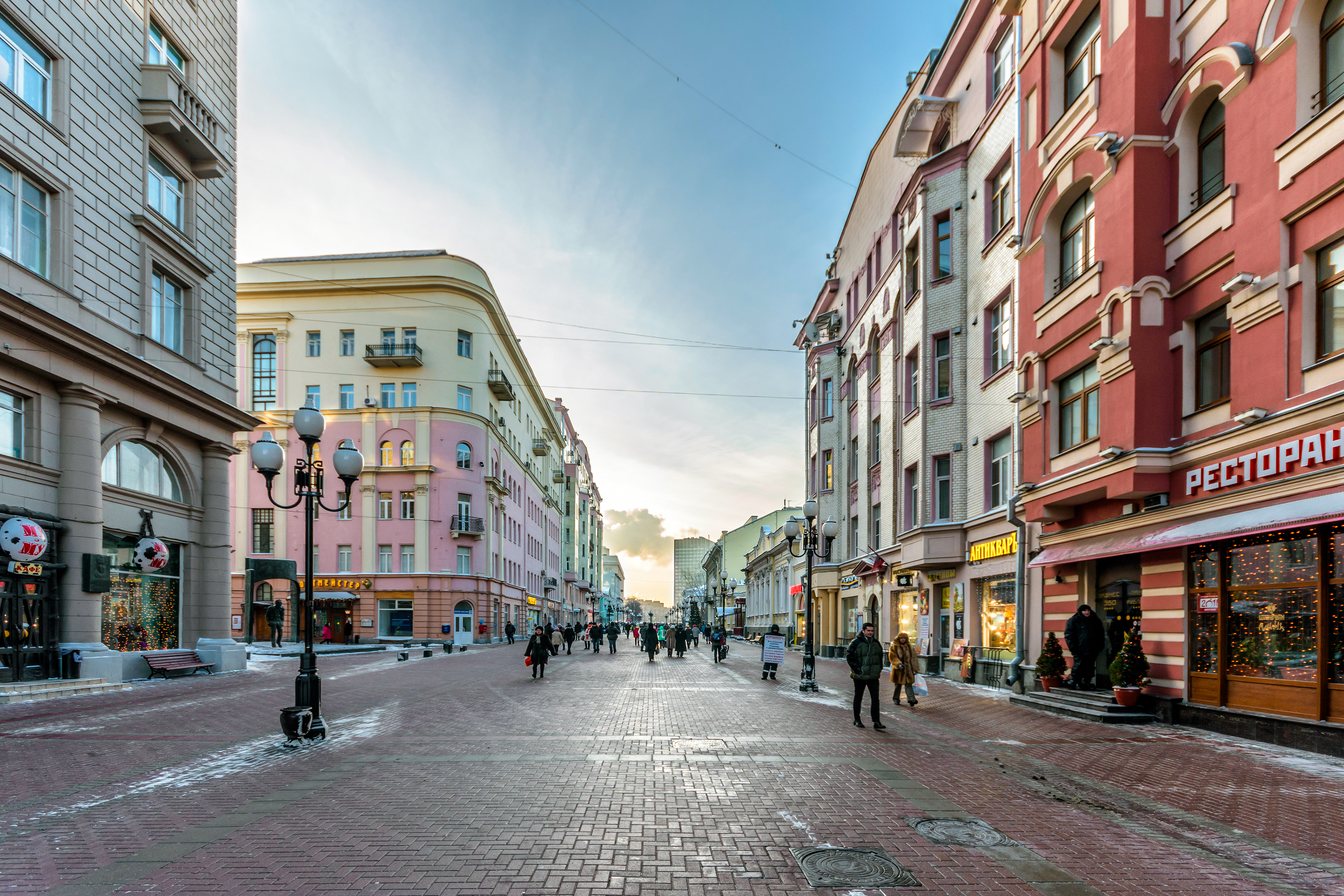
Arbat

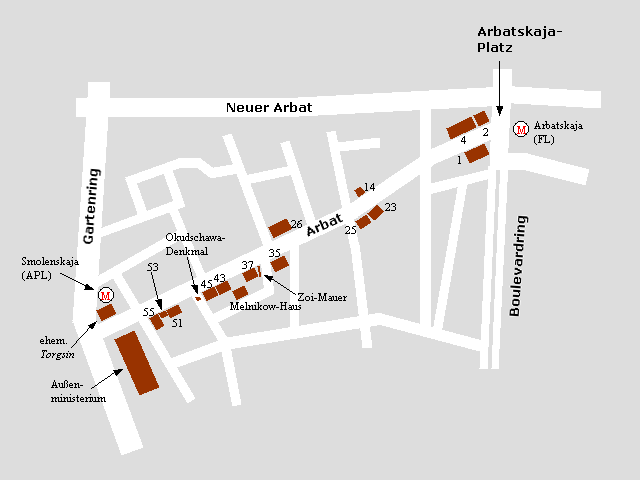
Karta över Arbat (på tyska) med ett urval sevärdheter.

Arbat (ryska: Арбат) är en omkring en kilometer lång gågata i Rysslands nuvarande huvudstad Moskvas historiska stadskärna. Arbat är Moskvas mest kända turistgata, med underhållning, souvenirbutiker och sevärdheter. Arbat har funnits minst sedan 1400-talet och är en av de äldsta gatorna i den ryska huvudstaden.
Gatan börjar på Arbatskajatorget, 800 meter väster om Kreml och leder västerut till sitt slut vid Smolenskajatorget vid Trädgårdsringen. Bland sevärdheterna på Arbat finns en rad historiska hus, däribland Pusjkin-huset där diktaren Aleksandr Pusjkin bodde under en månad 1831 och Melnikovhuset från 1927,  samt prinsessan Turandot-fontänen framför Vachtangovteatern. Många restauranger finns längs gatan, ofta riktade mot turister och ansedda av moskoviter som dyra och dåliga jämfört med andra delar av staden. Här finns också enklare och billigare restauranger och caféer.

## Historia
Arbat utgör hjärtat i Arbat distrikt och räknades under 1700-talet som den finaste adressen att bo på av den ryska adeln i Moskva. Gatan förstördes nästan helt i den stora branden 1812 under Napoleons ockupation av Moskva. Under 1800- och tidiga 1900-talet blev Arbat känd för att många konstnärer och akademiker bodde här. Under 1900-talet renoverades gatan i jugendstil.
På 1960-talet byggdes norr om Arbat parallellgatan Nya Arbat, som har skyskrapor i stål och glas.
Under perestrojkan blev Arbat samlingspunkt för olika ungdomsrörelser, gatumusiker och konstnärer. Viktor Tsoj-muren vid Arbat är ett minnesmärke från dessa turbulenta år.